# Stanislav Barcewicz
Stanisław Barcewicz (Varsòvia, 16 d'abril, 1858 - Idem., 29 d'agost o l'1 de setembre, de 1929), fou un violinista, director d'orquestra i professor polonès. Un dels virtuosos polonesos més destacats.

## Biografia
Fill de Karol, empleat de correus, i Kassylda, de soltera Szymański. Va estudiar a l'Institut de Música de Varsòvia, entre d'altres amb Apolinary Kątski. Després al Conservatori de Moscou, on es va graduar el 1876 amb una medalla d'or (violí amb Ferdinand Laub i Jan Hřímalý) i composició sota la supervisió de Piotr Ilitx Txaikovski.
A partir de 1876 va actuar a Polònia, i després de 1878 gairebé per tot Europa (inclosos París, Leipzig, Dresden, Hamburg, Berlín, Londres, Moscou, Riga). Comparat pels crítics contemporanis amb Pablo Sarasate. Va tocar amb un violí de G.B. Guadagnini.
Des del 1886 va ensenyar violí i viola a l'Institut de Música de Varsòvia. També va impartir una classe de música de cambra.
Primer intèrpret del Concert per a violí en La major, Op. 8, de Mieczysław Karłowicz, dedicat a ell. L'estrena va tenir lloc a Berlín durant el concert de composició de Karłowicz el 21 de març de 1903, dirigit pel mateix compositor.
- 1910–1918 director de l'Institut de Música de Varsòvia
- 1885 – concertino de l'Òpera de Varsòvia
- 1886 – director de l'Òpera de Varsòvia

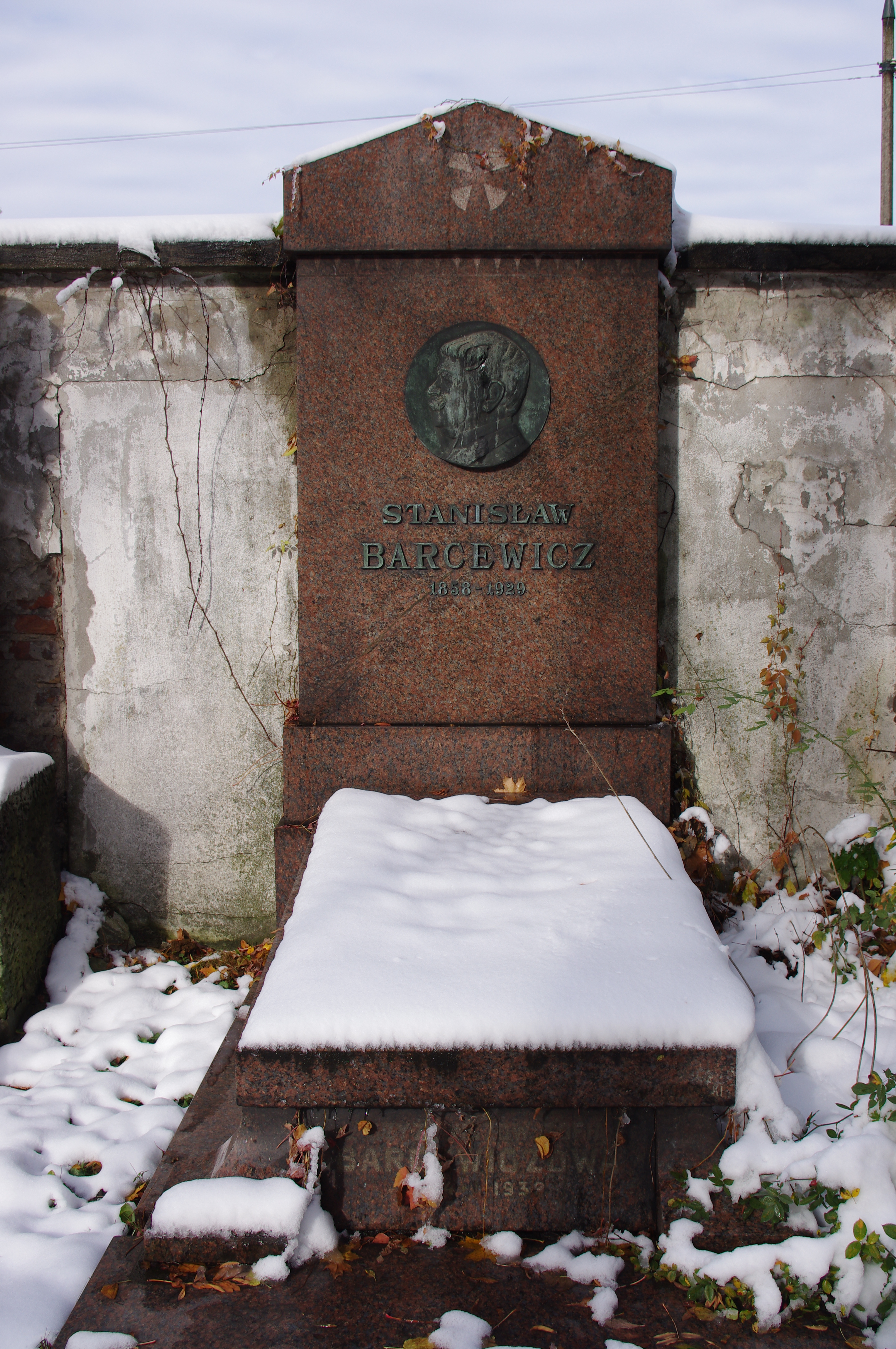
La tomba del violinista Stanisław Barcewicz al cementiri Stare Powązki de Varsòvia

Va educar tota una generació de destacats violinistes polonesos, com ara Józef Ozimiński, J. Jarzębski i Mieczysław Karłowicz.
El 1908, el luthier Aleksander Januszek va presentar 10 violins a l'exposició nacional de Lublin. Aquests instruments van portar al seu creador una medalla d'or. Va donar el millor instrument a Stanisław Barcewicz. A canvi, el violinista li va donar una lira daurada, que sempre portava a la solapa.
El 2 de maig de 1923 va ser guardonat amb la Creu d'Oficial de l'Orde Polònia Restituta "pels serveis prestats a la República de Polònia en el camp de l'art".
Està enterrat al cementiri Stare Powązki de Varsòvia, al costat de la muralla de la plaça Tatarska (secció PPRK-1-147,148).